# Kernia geniculotricha
Kernia geniculotricha är en svampart som beskrevs av Seth 1968. Kernia geniculotricha ingår i släktet Kernia och familjen Microascaceae.   Inga underarter finns listade i Catalogue of Life.